# Octopus australis
Octopus australis (лат.) — вид головоногих моллюсков из отряда осьминогов. Впервые был описан Уильямом Эвансом Хойлом в 1885 году на основе образца, найденного в Порт-Джексоне в Новом Южном Уэльсе.

## Внешний вид и строение
Octopus australis среднего размера, с длиной мантии зрелой особи около 20-25 миллиметров у самцов и от 50 до 60 миллиметров у самок, размахом рук около 40 сантиметров, и максимальной общей длиной 49,9 сантиметра. Самцы весят около 210 граммов, а самки около 105 граммов. Голова узкая и яйцевидная, с маленькими глазами; обычно песочно-кремового цвета.

## Распространение
Встречается в прибрежных водах и заливах вдоль восточного побережья Австралии от центрального Квинсленда до юга Нового Южного Уэльса, чаще всего в субтропических прибрежных водах и на глубине от 3 до 140 метров. Как правило, обитает на песчаном или илистом дне моря, среди губок, асцидий или моллюсков, или в морской траве.

## Питание
Рацион Octopus australis в основном состоит из изопод, но они также едят другие виды ракообразных, других осьминогов, многощетинковых червей, брюхоногих и двустворчатых моллюсков. Обычно они ищут пищу ночью и прячутся в мусоре, ракушках или на морском дне в течение дня.

## Жизненный цикл
Самки откладывают около 50-130 яиц за выводок, длина каждого яйца около 11 миллиметров. Обычно они откладывают яйца летом. Детёныши выводятся через 100 дней. Предполагаемая продолжительность жизни от 18 до 20 месяцев.